# Dark Ages
Dark Ages er et album fra thrashbandet Soulfly.

## Album numre
- The Dark Ages
- Babylon
- I and I
- Carved Inside
- Arise Again
- Molotov
- Frontlines
- Innerspirit
- Corrosion Creeps
- Riotstarter
- Bleak
- (The) March
- Fuel the Hate
- Staystrong
- Soulfly 4
- Prophecy (Live)
- Seek 'n' Strike (Live)

 Der er for få eller ingen kildehenvisninger i denne artikel, hvilket er et problem. Du kan hjælpe ved at angive troværdige kilder til de påstande, som fremføres i artiklen.

| Musik | Spire Denne musikartikel er en spire som bør udbygges. Du er velkommen til at hjælpe Wikipedia ved at udvide den. |